# Nazionale femminile di pallavolo del Portogallo
La nazionale femminile di pallavolo del Portogallo è una squadra europea composta dalle migliori giocatrici di pallavolo del Portogallo ed è posta sotto l'egida della Federazione pallavolistica del Portogallo.

## Rosa
Segue la rosa delle giocatrici convocate per l'European Silver League 2024.
| N° | Nome              | Ruolo | Data di nascita  | Squadra          |
| -- | ----------------- | ----- | ---------------- | ---------------- |
| 1  | Amanda Cavalcanti | C     | 20 gennaio 2002  | Sporting Lisbona |
| 2  | Raquel Silva      | L     | 2 maggio 2001    | Vitória          |
| 3  | Marisa Pardal     | O     | 23 aprile 2003   | Benfica          |
| 4  | Matilde Rodrigues | L     | 11 febbraio 2000 | Porto 2014       |
| 5  | Mariana Garcez    | P     | 24 ottobre 2005  | Benfica          |
| 6  | Joana Garcez      | C     | 24 ottobre 2005  | Benfica          |
| 7  | Ana Monteiro      | S     | 19 aprile 2005   | Porto            |
| 9  | Alice Clemente    | S     | 6 gennaio 2003   | Benfica          |
| 10 | Katia de Oliveira | C     | 20 agosto 1986   | Kairós           |
| 12 | Ana do Carmo      | P     | 7 settembre 1997 | Leixões          |
| 13 | Margarida Maia    | S     | 16 maggio 1995   | Vitória          |
| 14 | Maria Lopes       | O     | 3 aprile 2002    | Porto            |
| 15 | Júlia Kavalenka   | O     | 2 marzo 1999     | Talmassons       |
| 16 | Raissa Cassamá    | C     | 29 dicembre 2002 | Vitória          |

## Risultati

### Competizioni CEV
| 1949 | non qualificata | -            |
| 1950 | non qualificata | -            |
| 1951 | non qualificata | -            |
| 1955 | non qualificata | -            |
| 1958 | non qualificata | -            |
| 1963 | non qualificata | -            |
| 1967 | non qualificata | -            |
| 1971 | non qualificata | -            |
| 1975 | non qualificata | -            |
| 1977 | non qualificata | -            |
| 1979 | non qualificata | -            |
| 1981 | non qualificata | -            |
| 1983 | non qualificata | -            |
| 1985 | non qualificata | -            |
| 1987 | non qualificata | -            |
| 1989 | non qualificata | -            |
| 1991 | non qualificata | -            |
| 1993 | non qualificata | -            |
| 1995 | non qualificata | -            |
| 1997 | non qualificata | -            |
| 1999 | non qualificata | -            |
| 2001 | non qualificata | -            |
| 2003 | non qualificata | -            |
| 2005 | non qualificata | -            |
| 2007 | non qualificata | -            |
| 2009 | non qualificata | -            |
| 2011 | non qualificata | -            |
| 2013 | non qualificata | -            |
| 2015 | non qualificata | -            |
| 2017 | non qualificata | -            |
| 2019 | 24º posto       | Convocazioni |
| 2021 | non qualificata | -            |
| 2023 | non qualificata | -            |

| 2009 | non qualificata | -            |
| 2010 | non qualificata | -            |
| 2011 | non qualificata | -            |
| 2012 | non qualificata | -            |
| 2013 | non qualificata | -            |
| 2014 | non qualificata | -            |
| 2015 | non qualificata | -            |
| 2016 | non qualificata | -            |
| 2017 | 7º posto        | Convocazioni |
| 2018 | 12º posto       | Convocazioni |
| 2019 | non qualificata | -            |
| 2021 | non qualificata | -            |
| 2022 | non qualificata | -            |
| 2023 | non qualificata | -            |
| 2024 | non qualificata | -            |
| 2025 | 10º posto       | Convocazioni |

| 2018 | non qualificata | -            |
| 2019 | 7º posto        | Convocazioni |
| 2021 | 4º posto        | Convocazioni |
| 2022 | 2º posto        | Convocazioni |
| 2023 | 3º posto        | Convocazioni |
| 2024 | 1º posto        | Convocazioni |
| 2025 | non qualificata | -            |

### Competizioni zonali
| 2006 | 1º posto        | Convocazioni |
| 2009 | 1º posto        | Convocazioni |
| 2014 | non qualificata | -            |

| 1975 | non qualificata | -            |
| 1979 | non qualificata | -            |
| 1983 | non qualificata | -            |
| 1987 | non qualificata | -            |
| 1991 | non qualificata | -            |
| 1993 | non qualificata | -            |
| 1997 | non qualificata | -            |
| 2001 | non qualificata | -            |
| 2005 | non qualificata | -            |
| 2009 | non qualificata | -            |
| 2013 | non qualificata | -            |
| 2018 | 8º posto        | Convocazioni |
| 2022 | non qualificata | -            |